# Rejon prigorodny
Rejon prigorodny (rejon przymiejski) (ros. Пригородный район) – rejon w należącej do Rosji północnokaukaskiej republice Osetii Północnej-Alanii.
Rejon prigorodny leży we wschodniej części republiki. Jego ośrodkiem administracyjnym jest wieś Oktiabrskoje.
Nazwa rejonu nawiązuje do faktu, stanowi on otoczenie stolicy Osetii i jej największego miasta – Władykaukazu, który jednak nie wchodzi w skład rejonu. 

## Powierzchnia i ludność
Rejon ma powierzchnię 1,46 tys. km²; zamieszkuje go ok. 102,3 tys. osób (2005 r.). 100% populacji stanowi ludność wiejska, gdyż do rejonu nie należy żaden ośrodek miejski. Na terenie rejonu znajduje się co prawda największe osetyjski miasto – Władykaukaz, jednak z administracyjnego punku widzenia nie wchodzi ono w skład tej jednostki podziału administracyjnego i stanowi miasto wydzielone.
Gęstość zaludnienia w rejonie wynosi 70 os./km²
Zdecydowaną większość populacji stanowią Osetyjczycy; istnieje także niezbyt liczna mniejszość rosyjska oraz inguska; w niektórych wsiach, położonych na wschodzie rejonu, przy granicy z Inguszetią odsetek Inguszy przekracza 90%.

## Historia i spory terytorialne
Wschodnia część obszaru rejonu do 1944 r. stanowiła część Czeczeńsko-Inguskiej ASRR i była zamieszkana głównie przez Inguszy. Po likwidacji Czeczeńsko-Inguskiej ASRR i wysiedleniu Inguszy do Azji Środkowej tereny zlikwidowanej republiki podzielono pomiędzy sąsiednie jednostki polityczno-administracyjne, m.in. ówczesną Północnoosetyjską ASRR, której przyznano zachodnie skrawki byłej Czeczeńsko-Inguskiej ASRR. Obszary te zasiedlono Osetyjczykami. Po śmierci Stalina zezwolono na powrót Inguszy do ojczyzny i reaktywowano Czeczeńsko-Inguską ASRR (1957), jednak przyznanych Osetii terenów nie włączono ponownie w granice Czeczeno-Inguszetii, Mimo to nie czyniono trudności powracającym do dawnych domów Inguszom, którzy wkrótce przeważyli liczebnie nad niezbyt licznymi osadnikami osetyjskimi. Po rozpadzie ZSRR i wykształceniu autonomicznych republik rosyjskich: Osetii Północnej i Inguszetii, pomiędzy nimi rozgorzał spór o wschodnie tereny rejonu prigorodnego. Otwarte walki, które wybuchły w październiku 1992, doprowadziły do śmierci ok. 800 osób i wypędzenia ponad 30 tys. Inguszów. (dane inguskie wskazują, że mogło być ich nawet 64 tys.).
W ich miejsce osadzono Osetyjczyków z Południowej Osetii – ofiary czystek etnicznych związanych z konfliktem między separatystyczną gruzińską prowincją Południową Osetia a władzami centralnymi w Tbilisi.